# The Brand of Lopez
The Brand of Lopez er en amerikansk stumfilm fra 1920 af Joseph De Grasse.

## Medvirkende
- Sessue Hayakawa som Vasco Lopez
- Florence Turner som Lola Castillo
- Sidney Payne som Captain Alvarez
- Evelyn Ward som Maria Castillo
- Eugenie Besserer som Castillo
- Gertrude Norman som Marianna
- Kitty Bradbury som Lopez